# リヴァーサイド版シェイクスピア

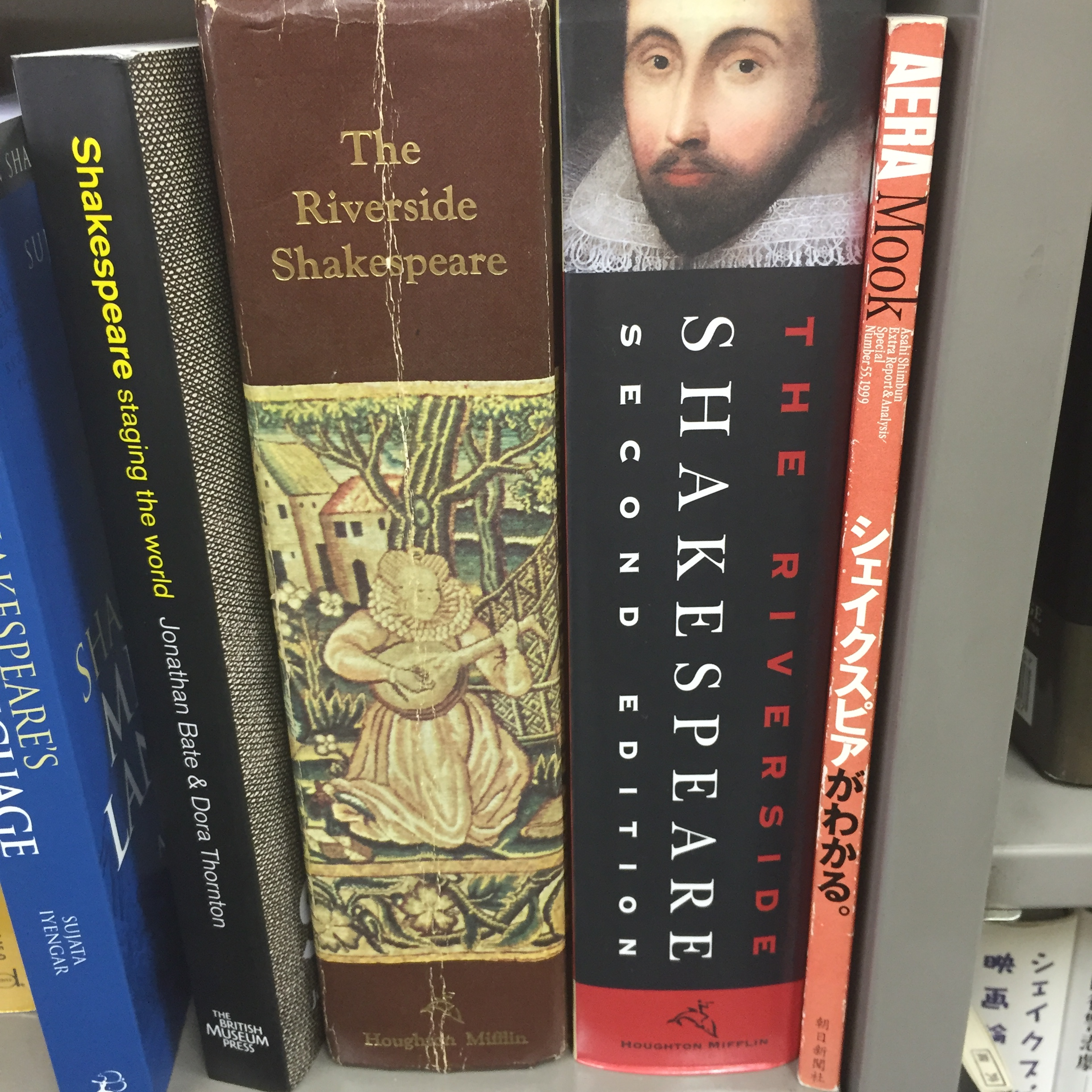
新旧のリヴァーサイド版の背

『リヴァーサイド版シェイクスピア』（リヴァーサイドばんシェイクスピア、Riverside Shakespeare）は、アメリカ合衆国の出版社Houghton Mifflinが出版しているウィリアム・シェイクスピア全集である。
最初の『リヴァーサイド版シェイクスピア』はリチャード・グラント・ホワイト（Richard Grant White）の編集で、1883年と1901年に出版された。
新しい版は完全に学術的な版として1974年に出版された。それぞれの戯曲には序説とテキストの注釈がつき、シェイクスピアの生涯と作品についてのいくつかのエッセイも載っている。編集主幹はG・ブラックモア・エヴァンス（G. Blakemore Evans）。1996年の改訂版ではシェイクスピアの作品かどうか論争のある『エドワード三世』が含まれた、最初のメジャーの全集として注目に値する。